# プリシラ・レイン
プリシラ・レイン（Priscilla Lane、1915年6月12日 - 1995年4月4日）は、アメリカ合衆国の女優。

## 経歴
歌手・女優のレイン四姉妹の一番下（レオタ・レイン、ローラ・レイン、ローズマリー・レイン）。「彼奴は顔役だ!」（1939）でジェイムズ・キャグニー、ハンフリー・ボガートと共演、ヒッチコックの「逃走迷路」（1942）でヒロインを演じ、「毒薬と老嬢」（1944）でケーリー・グラントの婚約者を演じた。
アイオワ州インディアノーラ生まれ。父は歯医者。1930年、デモインでの姉ローラが出演した映画「グッド・ニュース」の添え物に踊子として出演。高校卒業後、ニューヨークのマンハッタンでレビューに出演していた姉レオタを訪ね、フェイガン演劇学校に通う。その後歌手として売り出し、ワーナー・ブラザースと契約して映画女優としてデビューした。アメリカ陸軍航空隊の軍曹ジョゼフ・ハワードと結婚した。

## 出演作品
- 大学祭り Varsity Show (1937)
- Love, Honor and Behave (1938)
- メン・アー・サッチ・フールズ Men Are Such Fools (1938)
- Cowboy from Brooklyn (1938)
- 四人の姉妹 Four Daughters (1938)
- Brother Rat (1938)
- Yes, My Darling Daughter (1939)
- Daughters Courageous (1939)
- 流れ者・さすらう二人 Dust Be My Destiny (1939)
- 彼奴は顔役だ! The Roaring Twenties (1939)
- Four Wives (1939)
- Brother Rat and a Baby (1940)
- Three Cheers for the Irish (1940)
- Four Mothers (1941)
- Million Dollar Baby (1941)
- Blues in the Night (1941)
- 逃走迷路 Saboteur (1942)
- 賭博の女王 Silver Queen (1942)
- The Meanest Man in the World (1943)
- 毒薬と老嬢 Arsenic and Old Lace (1944)
- 乾杯ペテン師 Fun on a Week-End (1947)
- ボディ・ガード Bodyguard (1948)